# 콤플렉스 (심리학)
콤플렉스(독일어: komplex)는 정신분석학의 개념으로 사람의 마음속의 서로 다른 구조를 가진 힘의 존재를 의미한다. 감정 복합, 즉 필링 톤드 콤플렉스(Feeling Toned complex)라고도 불린다. 외래어 표기법상 콤플렉스로 표기한다.
사람들은 누구나 약하거나 강한 콤플렉스를 지니고 있으며, 그 적용 범위는 공통의 가치관이 통용되는 범위에 따라 각 개인의 콤플렉스에서 나아가 집단의 콤플렉스, 사회의 콤플렉스로 확장되기도 한다. 예로는 남자다움을 강요하는 사회가 있다.
콤플렉스는 상황을 왜곡하여 보게 하며 그 세기에 따라 많은 상황을 중립적이고 객관적으로 보기 힘들어진다. 그래서 생각, 감정, 행동에 영향을 미치게 된다. 반면 콤플렉스는 삶의 에너지원이 되기도 한다.
무엇보다 이 의미로의 콤플렉스는 프로이트파, 아들러파, 융파 등, 심층심리학 제학파의 사이에만 유통하는 개념이며 심리학이나 정신의학의 세계에서 넓게 받아 들여지고 있는 것은 아니다.

## 개요
이 말을 최초로 반입한 것은 요제후 브로이아로 여겨진다. 그러나, 이 말을 유명하게 한 것은 융이다. 융의 정의에 의하면, 콤플렉스란, 어떠한 감정에 의해서 통합된 심리적 내용의 모임이다. 어느 일과 본래 무관계한 감정이 결합된 상태이며, 이것을 「심리적 복합체」라고도 번역한다.
일본에선, 일찍부터 서양 의학의 도입과 함께, 프로이트의 정신분석도 또 심리학·정신의학상의 학설로서 들어왔다. 프로이트의 정신 분석에 대해서는, 「오이디푸스 복합(오이디푸스 콤플렉스)」이 중심적인 위치를 차지하고 있었다. 그러나, 원래 서양인의 의식·무의식의 동역학 이론이기도 한 정신분석은, 일본인의 심리에는 별로 적합하지 않았다.
전후, 미국에서 알프레드 아들러의 「인격심리학」이 일본에 유입했다. 아들러의 이론은 당시 「열등복합(inferiority complex)」을 이론의 중심으로 두고 있었다. 이 열등복합의 극복을 통해서 인격의 발달이 성립한다는 이 이론은 일본인에게는 친밀감이 있었고, 전후의 일본에서는 프로이트의 이론보다 아들러의 이론이 유통해, 또, 그 이론의 중심 개념인 「열등복합」이 일반적으로 되었다.
「열등복합」이란 「열등 콤플렉스」이지만, 일본에서 이 아들러의 이론이 일반적으로 수용된 후에, 콤플렉스 중 열등 콤플렉스가 특히 유포했기 때문에, 콤플렉스의 이름으로 「열등복합」을 가리키는 일상의 용어법이 태어났다. 일본에서는 지금 덧붙여 「콤플렉스」라면, 암묵적으로 「열등 콤플렉스」를 가리키는 경향이 있다. 게다가 정신분석의 용어로부터 멀어지고, 「콤플렉스」를 「열등감」의 동의어로 하는 오용도 태어났다.
분석심리학상 페티시즘이 콤플렉스와 거의 동의이기 때문에, 페티시즘의 분야에도 콤플렉스라는 용어가 사용되기도 한다. 심리학 용어는 아니고 속어이지만, 개념적으로는 잘못되어 있다고는 단언할 수 없다. 이 경우, 정확하게는 「있는 페티시즘으로부터 상기되는 콤플렉스」를 의미한다.

## 목록
- 파더 콤플렉스 (파더콘) - 아이가 부친에게 비정상적일 정도로 가지는 애착
- 마더 콤플렉스 (마더콘) - 아이가 모친에게 비정상적일 정도로 가지는 애착
- 엘렉트라 콤플렉스 - 딸의 모친에 대한 대항심
- 오이디푸스 콤플렉스 - 아들의 부친에 대한 대항심
- 열등감 콤플렉스 - 자신이 남보다 못하거나 부족하다는 생각에서 오는 느낌
- 착한아이 콤플렉스 - 어린이가 착한 아이가 되기 위해 욕구를 억압하는 말과 행동을 반복하는 것
- 아도세 콤플렉스 - 모친과 아이의 심리 갈등
- 아그립피나 콤플렉스 - 모친의 밀착에 대한 아들의 혐오
- 브라더 콤플렉스 (브라콘) - 형제에 대한 애착
- 시스터 콤플렉스 (시스콘) - 자매에 대한 애착
- 카인 콤플렉스 - 형제 자매 사이의 부모 사랑을 둘러싼 갈등
- 로리타 콤플렉스 (로리콘) - 소녀에 대한 애착(특히 12~15세를 가리키는 경우도)
- 아브라함 콤플렉스 - 부친의 아들에 대한 증오
- 신데렐라 콤플렉스 - 여성의 높은 남성 지향
- 백설공주 콤플렉스 - 피학대아 증후군 및 모친의 딸에 대한 증오
- 쇼타로 콤플렉스 (쇼타콘) - 소년에 대한 애착
- 2차원 콤플렉스 - 만화와 애니메이션의 2차원 캐릭터에 대한 애착
- 메시아 콤플렉스 - 강박적으로 사람을 원조하는 심리
- 유디트 콤플렉스 - 강한 남자에게 몸을 맡기고 싶은 감정과 상대에 대한 미움이 겹친 여성의 이중 심리
- 디아나 콤플렉스 - 남성에게는 지고 싶지 않다는 여성 심리
- 카멜리아 콤플렉스 - 불행한 여성을 구하려는 남성의 심리
- 스페크타큐라 콤플렉스 - 성기호가 행동을 규율 하는 심리
- 피그말리온 콤플렉스 - 인형에 대한 애착
- 오레스테스 콤플렉스 - 부친의 규칙과 모친의 주박 안에서 마음이 찢어지는 심리
- 다프네 콤플렉스 - 처녀의 남성 혐오
- 프랑켄슈타인 콤플렉스 - 인공 존재를 창조하는 욕망과 그 대상에 대한 공포
- 신 콤플렉스 - 개인의 능력, 권한 또는 무과실성의 지속적 팽창 감정
- 검정고무신 콤플렉스

## 같이 보기
- 견 (불교)
- 아니마와 아니무스